# Doaba
Doaba é uma cidade do Paquistão localizada na província de Khyber Pakhtunkhwa.